# Oreogeton xanthus
Oreogeton xanthus är en tvåvingeart som beskrevs av Axel Leonard Melander 1945. Oreogeton xanthus ingår i släktet Oreogeton och familjen Oreogetonidae.
Artens utbredningsområde är Washington. Inga underarter finns listade i Catalogue of Life.